# Zombathely György
Szombathelyi és rajkai Zombathely György (néhol: Szombathelyi György) (fl. 1590– 1636), királyi tanácsos, a magyar királyi kamarának a tanácsosa, Moson vármegye alispánja 1606 és 1612, valamint 1606-ban és 1608-ban Moson vármegye országgyűlési követe, a Királyi kancellária jegyzője 1590 és 1594 között, a Királyi Tábla bírája, földbirtokos.

## Élete
Fivére Zombathely Pál (fl. 1590–1591), földbirtokos. Zombathely György Rajky Jánost követte a Moson vármegyei alispáni tisztben; a hivatalt 1612-ben még biztosan viselte. Szombathelyi György a jelen ismeretek szerint 1590 és 1594 között igazolhatóan kancelláriai jegyző volt. György deák (Georgius literátus de Zombathel) 1590-ben Heresenczy Péter győri püspöktől, magyar kancellártól exemptiót kapott Szombathelyen, a Föl utcában (piatea feölwcza) fekvő házára és annak tartozékaira, amit Rudolf magyar király 1591-ben megerősített. Csak 1593-ban lett Mosón vármegyei birtokos, amikor is Rajka mezővárosban egy, két félre osztott telket teljességgel ("...totalem dimidiae sessionis...") I. Rudolftól adományként megkapott, amely (a szombathelyi házhoz hasonlóan) mindennemű adózás alól felmentést nyert. így Szombathelyit valójában csak frissen a megyébe érkezett kurialista birtokosként lehet számon tartani. Szombathelyihez hasonló mosoni birtokos lett a titkár Verancsics Faustus is, aki 1592-ben Rudolftól hasonló nagyságú birtokot ("...totalem dimidam curiam nobilitarem...") kapott Rajkán.
Zombathely György a magyar kancellária jegyzője 1593 november 22-én királyi adományt szerzett Rudolf magyar királytól a Moson vármegyei rajkai földbirtokra. E birtokadományozást nemcsak a társadalmi jelenség miatt érdemes említeni; udvari, országos hivatalok viselői szolgálataik fejében kis birtokokat kaptak az óvári uradalomhoz tartozó települések egyikén, ami Rajka mezőváros esetében a 18. századból jól ismert nemesi közbirtokos település gyökereit is jelenti, hanem azért is, mert Verancsicstól 1610-ben 150 ft-ért pont Szombathelyi vette meg ezt az adománybirtokot.Szombathelyi Mosoni alispánságával egyidőben országos országos hivatalt is viselt; 1605-ben a királyi tábla ülnökeként is tevékenykedett ("...Georgius Zombathely assessor tabulae regiae..."). 1606-ban és 1608-ban Moson vármegye országgyűlési követe, földbirtokos. 1606 és 1612 Moson vármegye alispánjaként tevékenykedett. 1620-tól kamarai tanácsos. 1630. szeptemberétől perszonális és királyi tanácsos. 1629-ben Szombathelyi György kamarai tanácsos egy „pro ablutione” használandó ezüstpoharat adományozott a pozsonyi jezsuitáknak. A pozsonyi Mária-társulat első rektora jelképesen Pázmány Péter bíboros (1630) lett, akit már a következő évben a kamara tanácsosa, Szombathelyi György váltott fel. Szombathelyi György 1626-tól 1636. évi haláig volt tagja a pozsonyi királyi kamara vezető testületének.

## Házassága és leszármazottjai

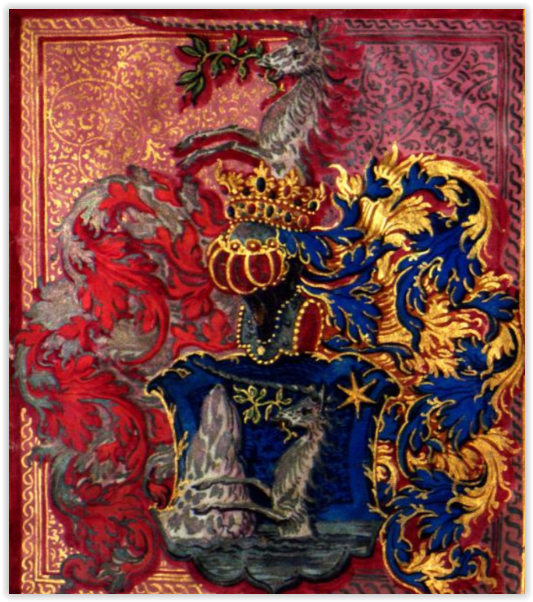
A Vizkelethy család címere (1556. november 19.)

Felesége vizkeleti Vizkelethy Ilona (fl. 1622), akinek a szülei, vizkeleti Vizkelethy Jakab (fl. 1554–1580), a királyi kancellária jegyzője, földbirtokos és rávonyi Rávonyi Zsófia (fl. 1559–1580) voltak. Az anyai nagyszülei rávonyi Rávonyi Mihály (fl. 1513–1547), országbírói ítélőmester, földbirtokos és mihályi Ládonyi Krisztina asszony voltak. Az anyai nagyanyai dédszülei mihályi Ládonyi Miklós (fl. 1499–1545), koronaőr, Galgóc várnagya 1524-ben, Visegrád várnagya 1526-ban, földbirtokos és terösdi Kónya Potenciana (fl. 1524) voltak. Zombathely György és Vizkelethy Ilona frigyéből született:
- Zombathely Zsófia. Férje: osztopáni Perneszy Ferenc (fl. 1606-†1651), zalalövői várkapitány, Zala vármegye alispánja, földbirtokos.